# 意大利面图
意大利面图（英語：Spaghetti Plot）是一种通过数据来将在系统中存在的流动可视化的一种方法。顾名思义，以这种方式绘制的流程像面条。这种统计方法最先应用于追踪工厂的生产流程中。此种可视化流程可以减少系统流程中的低效率的情况，减少浪费。意大利面图亦可以研究海洋中漂流的动物种群的分布和迁徙模式。在气象学中，意大利面图可以帮助确定特定天气预报的置信度以及高气压和低气压的位置和强度，其由大气模型或其各个子成员的确定性预报组成。在医学领域，其可以在药物试验期间显示药物对患者有何影响。

## 应用领域

### 生物学
意大利面图在生物学中的应用的例子包括研究为什么蝴蝶在一些地方出现，并了解地形特征（例如山脉）会如何限制它们的迁徙和活动范围。

### 气象

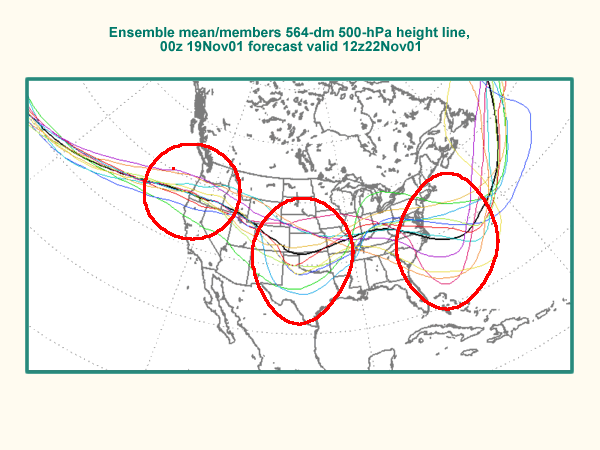
500hPa压力水平下用于3.5天的预报的十个美国国家环境预报中心全球集合预报的意大利面图。 最大不确定性的区域用红色圈出

在气象学中，意大利面图通常是根据集合预报绘制的。气象变量（例如压力、温度或降水量）会在图表上表示出来用来在集合中稍微不同的模型中运行。然后可以将模型时间向前推进并比较结果，用于评估预报中的不确定性程度。如果在序列中有较好的一致性，并且等高线沿着明确的模式贯穿整个序列，预报的置信度就会很高。相反如果模式混乱，即类似于一盘意大利面条，那么置信度就会较低。集合成员通常会随时间发散，而意大利面图则是快速发现这种情况的方法。
与平均散布集合相比，用意大利面图来确定即将到来的气旋、反气旋或高压脊或低压槽的强度时可能是一个更好的选择。因为随着天数的推移，集合预报自然会发散，气象要素的预测位置将会分散得更远。平均散布图将从地图上集合的每个排列每个点的计算压力中取平均值计算，从而有效地平滑预测的低压，并使其看起来比集合的排列在尺寸上更宽，但强度比集合的排列实际上指示的要弱。如果集合聚类在两个不同的解决方案周围，它还可以描绘出两个特征。
在热带气旋路径预测中，各种预报模型可以在意大利面图上绘制，以显示对五天路径预测的置信度。当路径模型在预报期末发散时，绘图呈现出扁平的蜘蛛形状。在气候学和古风暴学领域，意大利面图已用于关联来自加拿大中部和东部的钻孔地温信息。与其他学科类似，意大利面图可以用于显示物体的运动，例如随时间漂移的气象浮标。

### 业务应用

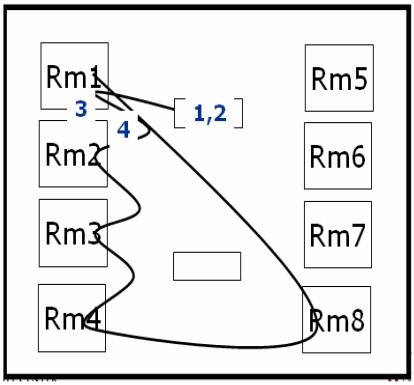
意大利面图描述了护士在寻找血糖仪时在场地中移动的情况

意大利面图最初被用来追踪工厂内的路线和流程。意大利面图是一种用于可视化移动和运输的简单工具。分析系统中的流动可以确定时间和精力的浪费情况，并确定哪些地方可以进行精简来改善系统。其也适用于更抽象的流程，比如申请抵押贷款。

### 医疗
意大利面图可以用于跟踪药物试验结果，将许多患者的数据汇总在一个图表中以确定其效用。孕酮水平与早期流产之间也可以通过意大利面图相关联。可以通过这些图表快速诊断药物在人体血浆中的半衰期以及不同人群之间的不同效果。